# Sânmihaiu de Câmpie
Sânmihaiu de Câmpie – wieś w Rumunii, w okręgu Bistrița-Năsăud, w gminie Sânmihaiu de Câmpie. W 2011 roku liczyła 684 mieszkańców.